# 野阿梓
野阿 梓（のあ あずさ、1954年 -）は日本のSF小説家であり、耽美小説作家でもある。本名等は、非公開。

## プロフィール
- 福岡県福岡市出身[3]。
- 父は推理作家の石沢英太郎（1916 - 1988）。
- 1979年、西南学院大学文学部を卒業[3]。同年、大学時代に書いた処女作『花狩人』で第5回ハヤカワ・SFコンテスト入選第1席を受賞[3] [4]。
  - 同作品はパロディを多用し、現代史および人類の文化史全体への批判的参照を行いつつ、少女漫画的であると同時に硬質な幻想世界を構築している。流麗な文章と構成力が高く評価された。本作品に埋め込まれた現実を冷徹に見つめる政治思想[5]と耽美性は、後の長編の主題をすでに先取りして表現している。
- 1980年、自費出版で『ガロ作品総目録』（はなのまり名義）を製作。編集者の長井勝一の自伝でも言及された[6]。
- 萩尾望都のファンであった。
- すでに『花狩人』、『ハムレット行』などの初期短編で示されていたが、耽美的少年愛を描く側面があり、ここより、1991年に耽美小説家山藍紫姫子の知己となり、「やおい」についての論評等を行うようになった[3]。野阿は自身を耽美やおいSF作家とも称しているが、通常のやおい作家とは概念が異なる。
- 日本SF作家クラブ所属。
- 朝日新聞2008年3月2日に掲載された巽孝之による『伯林星列』の書評では「九州大学医学図書館司書」と記されている[7]。
- 飛浩隆は「自分にとっての日本SFオールタイムベスト」を問われた際に、『兇天使』と採ると『マインド・イーター［完全版］』（水見稜）の解説で記している[8]。

## 著書
- 『花狩人』 早川書房（ハヤカワ文庫JA）　1984年、 ISBN 4-15-030186-7
- 『武装音楽祭』 早川書房（ハヤカワ文庫JA）　1984年、ISBN 4-15-030195-6
- 『兇天使（上・下）』 早川書房（ハヤカワ文庫JA）　1986年、ISBN 4-15-030221-9, ISBN 4-15-030222-7
- 『銀河赤道祭』 早川書房（ハヤカワ文庫JA）　1988年、ISBN 4-15-030266-9
- 『バベルの薫り』 早川書房　単行本　1991年、
- 『五月ゲーム』 早川書房（ハヤカワ文庫JA）　1992年、
- 『月光のイドラ』 中央公論社　単行本　1993年、中央公論社（C★NOVELS）　1996年、ISBN 4-12-500399-8 - 女のような美少年が体にフィットしたゴムの服[9]（腋窩と腹部はゴム生地が無く、脇の下もおへそも丸出し）に女性用のエナメルの長靴を履いて、SMプレイをする耽美小説。
- 『緑色研究（上・下）』 中央公論社　単行本　1993年、ISBN 4-12-002261-7, ISBN 4-12-002262-5
- 『黄昏郷』 早川書房　単行本　1994年、ISBN 4-15-207845-6
- 『バベルの薫り（上・下）』 早川書房（ハヤカワ文庫JA）　1995年、ISBN 4-15-030515-3, ISBN 4-15-030516-1
- 『ミッドナイトコール』 角川書店（角川ルビー文庫）　1996年、ISBN 4-04-435901-6
- 『少年サロメ』 講談社　単行本　1998年、ISBN 4-06-209468-1
- 『ソドムの林檎』 早川書房　単行本　2001年、ISBN 4-15-208367-0
- 『伯林星列』 徳間書店　単行本　2008年、ISBN 978-4-19-862473-6
- 『兇天使』 早川書房（ハヤカワ文庫JA）　2008年、ISBN 4-15-030916-7　新装復刻版
- 『伯林星列（上・下）』 徳間書店（徳間文庫）　2011年、ISBN 4-19-893363-4, ISBN 4-19-893364-2
- 『月夜見エクリプス』 徳間書店 2018年、ISBN 978-4198647001

## その他
- 野阿の作品には通常、英語等による副題が付いている。代表的な作品に付いている副題は、ジェイムズ・ジョイスの作品タイトルのパロディが多い[10]。
- 「野阿梓」という名は、ラテン文字で書くと、Noah Adusa となる。これは作者自身のウェブサイトで、野阿を NOAH としているように「ノアの箱船（Noah's Ark）」に由来する。後半のほうは、五十音順で「あ」を A に……というようにして順に対応させると、ARK は「あつさ」になる[11]。